# Itt jönnek a szomszédok
Az Itt jönnek a szomszédok (Here Comes the Neighborhood) a South Park című rajzfilmsorozat 77. része (az 5. évad 12. epizódja). Elsőként 2001. november 28-án sugározták az Amerikai Egyesült Államokban.

## Cselekmény
|  | Alább a cselekmény részletei következnek! |

Az iskolában Ms. Choksondik ellenőrzi a gyerekeknek házi feladatát, amely egy tudományos előadás elkészítése volt. Token Black egy modern időjárás-előrejelzést készített és ötöst kap a feladatára. Eric Cartman (aki egyest kapott) szidni kezdi Tokent, mert szerinte az csak azért tudott ilyen modern eszközöket felhasználni a prezentációjához, mert a családja gazdag. Osztálytársai ellenségességét látva Token megpróbálja rávenni szüleit, ők is éljenek úgy, mint a többi középosztálybeli városlakó. Terve egy darabig működik, de amikor társaival közös filmnézésre készülnek, Token DVD-n viszi el Az oroszlánkirályt Stanékhez, aki szembesíti azzal, hogy Token családján kívül mindenki más videón néz filmet.
Token csalódottságában levelet ír néhány gazdag hírességnek (akik hozzá hasonlóan mind színes bőrűek), többek között Will Smithnek, P. Diddynek és Snoop Doggnak, levelében tájékoztatja őket South Park előnyös tulajdonságairól. A többi városlakó rossz szemmel nézi az újonnan beköltöző gazdag lakosokat és a város hamar két részre szakad – egy gazdag és egy kevésbé jómódú területre. Token az új South Park-i családok gyermekeinek körébe sem tud beilleszkedni, mert ők még nála is gazdagabbak. Emiatt Token beköltözik az állatkerti oroszlánok közé, ám nemsokára otthagyja őket (mivel azok állandóan tréfálkoznak és ez Token számára egyre idegesítőbbé válik). Token találkozik a többi South Park-i gyerekkel, akik focizni hívják. Token először nem érti, hogy egyszer utálják, egyszer pedig játszani szeretnének vele. A gyerekek elmagyarázzák neki, hogy ők a társaságukban mindenkit kicikiznek, de ez nem jelenti azt, hogy utálják egymást.
A városlakók egy lángoló T betűt (ami inkább egy keresztre hasonlít) állítanak egy új lakó kertjébe, majd szellemnek öltözve sikeresen elijesztik a gazdagokat South Parkból (noha a jelmezek szellem helyett inkább a Ku Klux Klan tagjainak palástjára emlékeztetnek). Mr. Garrison kitalálja, hogy adják el az üresen hagyott hatalmas házakat, és így meggazdagodhatnak. Jimbo és Randy nem ért vele egyet, mert akkor pont olyanná válnának, mint az imént elüldözött gazdagok, akiket viszont utálnak.

## Kenny halála
Kenny nem tisztázott körülmények között hal meg, csupán az epizód végén látható a holtteste, egy Craig által vontatott szánkón.

## Utalások
- Aslan, az oroszlánok vezetője, utalás a  Az oroszlán, a boszorkány és a ruhásszekrény című film azonos nevű nevű szereplőjére. Aslan később a Képzeletfölde-trilógiában is megjelenik.